# Чиж (альбом)
«Чиж» — первый альбом Сергея Чигракова, вокалиста группы «Чиж & Co», записанный и выпущенный в 1993 году.

## История
В марте 1993 года гитарист, певец и автор песен Сергей Чиграков, игравший на тот момент в группе «Разные люди» получает предложение от Игоря Березовца и Андрея Бурлаки записать сольный альбом. При поддержке Бориса Гребенщикова он приезжает в Санкт-Петербург, где на лейбле «ОсоАвиАхим» записывает альбом, названный просто «Чиж». Так как собственной группы у него в тот момент не было, записать альбом ему помогли известные музыканты города: Борис Гребенщиков и Сергей Березовой (Аквариум), Николай Корзинин (группа Санкт-Петербург), Андрей Бровко и Михаил Чернов (ДДТ).
Спустя три месяца после записи альбома, 24 июня, в питерском клубе «Осоавиахим» состоялся концерт-презентация альбома. Вместе с Чижом на сцену вышли музыканты, принимавшие участие в работе над альбомом. Борис Гребенщиков подпел в «Хочу чаю» и тут же удалился. Тем не менее сам факт присутствия БГ на концерте дебютанта был замечен публикой.
В состав аккомпанирующей Чигракову группы вошли гитарист Радион Чикунов из группы «Улицы», бас-гитарист Алексей Романюк, известный по группам «Стиль» и «Петля Нестерова», и известный сессионный барабанщик Александр Кондрашкин. Воодушевлённый тёплым приемом, Сергей Чиграков решает покинуть «Разных людей», переехать в Санкт-Петербург и создать собственную группу. 1 мая 1994 года он окончательно перебрался в Санкт-Петербург, где приступил к поиску музыкантов для новой группы.

## Список композиций
Все песни (кроме отдельно отмеченных) написаны Сергеем Чиграковым.
| №   | Название                                                           | Длительность |
| --- | ------------------------------------------------------------------ | ------------ |
| 1.  | «Автобус» (текст - А. Шулико)                                      | 3:50         |
| 2.  | «В старинном городе О.» (текст - Михаил Клемешов, Сергей Чиграков) | 3:45         |
| 3.  | «Вечная молодость»                                                 | 3:00         |
| 4.  | «Мышка (Колыбельная хиппи)»                                        | 2:20         |
| 5.  | «Русская (Хочу чаю)»                                               | 3:45         |
| 6.  | «Глазами и душой»                                                  | 4:00         |
| 7.  | «Hoochie Coochie Man»                                              | 3:30         |
| 8.  | «Она не вышла замуж...»                                            | 6:20         |
| 9.  | «Такие дела»                                                       | 6:00         |
| 10. | «Глупенькая песня (Ассоль)»                                        | 4:30         |

## Участники записи
- Сергей Чиграков — вокал, акустическая гитара, электрическая гитара, рояль
- Николай Корзинин — барабаны
- Сергей Березовой — бас-гитара
- Михаил Чернов — саксофон, флейта
- Александр Кондрашкин — перкуссия
- Иван Воропаев — скрипка
- Александр Бровко — губная гармоника
- Борис Гребенщиков — вокал
- Михаил Клемешов — вокал
- Юрий Морозов — звукорежиссёр

## Критика
Анатолий «Джордж» Гуницкий написал рецензию на альбом, которая была опубликована в газете «Вечерний Петербург»: «Мне давно уже не приходилось слышать столь кайфовой музыки, и если бы я стал составлять хит-парад последних месяцев, то на верхнюю строчку я поставил бы именно „Чижа“».
Обозреватель газеты «New Hot Rock» отметил, что «компакт, несомненно удачный. Если пропустить мимо ушей безвкусное предупреждение „перед прослушиванием — покурить“. Если не учитывать, что по крайней мере два основных хита — переделки того, что Чиж делал в „Разных людях“. Тем не менее „Мышка“, „Hoochie coochie man“, „Такие дела“ (с массой отсылок к более ранним вещам „Разных людей“) и особенно „Хочу чаю“ — действительно хиты, действительно сильные и красивые вещи, абсолютно русские и в то же время блюзовые, а в „Старинном городе О.“ — хоть в ней блюзом и не пахнет, это стилизация под Советскую Хороводную Песню Про Урожай — просто гениальный гимн, песня для рокерского застолья».